# Kaiba
Kaiba (カイバ?) è un anime prodotto da Madhouse e diretto da Masaaki Yuasa, trasmesso dal canale satellitare WOWOW dall'aprile 2008 al luglio 2008.
La serie ha vinto nel 2008 il premio d'eccellenza nella categoria "Animazione" al Japan Media Arts Festival.

## Trama
Nel mondo futuristico di "Kaiba" è stata inventata una tecnologia in grado di estrarre e trasferire i ricordi di una persona in un chip, che può essere poi inserito in un altro corpo. Con questo sistema di corpi intercambiabili la morte fisica è stata privata del suo significato. È inoltre possibile modificare, alterare e addirittura rubare i ricordi.
Questo sistema però è a totale vantaggio dei ricchi: solo loro possono permettersi di acquistare nuovi corpi e cambiarli a piacimento per soddisfare i loro desideri o allungare le loro vite.
Nella decadente società di "Kaiba" è presente infatti una forte disparità sociale dove i ricchi vivono in lussuosi palazzi nella parte alta della città, mentre i poveri sono costretti a vivere con corpi mediocri nei pericolosi bassifondi, arrivando addirittura a vendere i propri corpi o quelli dei famigliari per sopravvivere. A dividere i due mondi una coltre di nuvole elettriche in grado di cancellare i ricordi di chiunque le attraversi.
Il protagonista, Kaiba, si risveglia privo di ricordi in una stanza semidistrutta, con un buco nel petto e uno strano disegno sul ventre. Il suo unico indizio per conoscere la sua identità è un medaglione con la foto sfocata di una ragazza.
Attaccato improvvisamente senza sapere il perché, Kaiba fugge nello spazio e inizia a viaggiare, in cerca della donna e dei suoi ricordi.

## Musica
Sigla d'apertura
"Never" di Seira Kagami
Sigla di chiusura
"Carry Me Away" di Seira Kagami

## Episodi
| Nº | Titolo italiano Giapponese 「Kanji」 - Rōmaji                                        | In onda        | In onda |
| Nº | Titolo italiano Giapponese 「Kanji」 - Rōmaji                                        | Giapponese     |         |
| 1  | Il mio nome è Warp 「名はワープ」 - Na ha Waapu                                      | 10 aprile 2008 |         |
| 2  | Clandestini 「密航」 - Mikkō                                                         | 17 aprile 2008 |         |
| 3  | Gli stivali di Chroniko 「クロニコのながぐつ」 - Kuro Niko no nagagutsu              | 24 aprile 2008 |         |
| 4  | La stanza dei ricordi della nonna 「ばあさんの記憶の部屋」 - Baasan no kioku no heya | 1º maggio 2008 |         |
| 5  | Abipa, il pianeta dell'utopia 「憧れの星アビパ」 - Akogare no hoshi Abipa            | 8 maggio 2008  |         |
| 6  | Una donna muscolosa 「筋肉質な女」 - Kinnikushitsu na onna                           | 15 maggio 2008 |         |
| 7  | L'uomo che non rimane in memoria 「記憶に残らない男」 - Kioku ni nokora nai otoko    | 22 maggio 2008 |         |
| 8  | Inganno 「化けの皮」 - Bakenokawa                                                    | 12 giugno 2008 |         |
| 9  | Spara a Warp! 「ワープを討て！」 - Waapu wo ute!                                     | 19 giugno 2008 |         |
| 10 | Kaiba 「カイバ」 - Kaiba                                                             | 10 luglio 2008 |         |
| 11 | Ventilatori in rotazione 「まわるファン」 - Mawaru fan                               | 17 luglio 2008 |         |
| 12 | Avvolti dalla nuvola 「みんな雲の中」 - Minna kumo no naka                           | 24 luglio 2008 |         |